# Верненская женская гимназия
Верненская женская гимназия — среднее общеобразовательное заведение города Верного.

## История
Была открыта в 1876 году на базе педагогических курсов, с 1877 года — прогимназия. Из-за высокой платы за обучение в Верненской женской гимназии в основном обучались дочери дворян, чиновников, духовенства. Первый выпуск учащихся состоялся в июне 1883 года. В 1880—1887 годах гимназия располагалась в собственном здании, которое было разрушено землетрясением. После этого гимназия до 1904 года имела помещения по найму.
В 1899 году здесь обучалось 229 учащихся. В 1902 году в гимназии был создан кружок самообразования, который возглавляла Е. Н. Филиппова. После установления в Верном Советской власти гимназия была преобразована в первую советскую школу второй ступени имени Л. Н. Толстого.
В 1904 году женская гимназия вновь переехала в собственное здание — в гимназическом городке открывается здание женской гимназии, оно располагалось рядом с мужской гимназией и женским и мужским училищами. Архитектором здания выступил А. П. Зенков.
Последний выпуск женской гимназии состоялся в мае 1918 года, после чего она была расформирована.
В 1920 году по инициативе Дмитрия Фурманова здесь были открыты шестимесячные курсы, которые готовили учителей для аульных школ. Секретарём комсомольской организации курсов был Гани Муратбаев.
В 1928 году в связи с открытием Казахского педагогического института курсы закрылись.
В настоящее время в здании находится художественно-графический факультет КазНПУ имени Абая.

## Архитектура

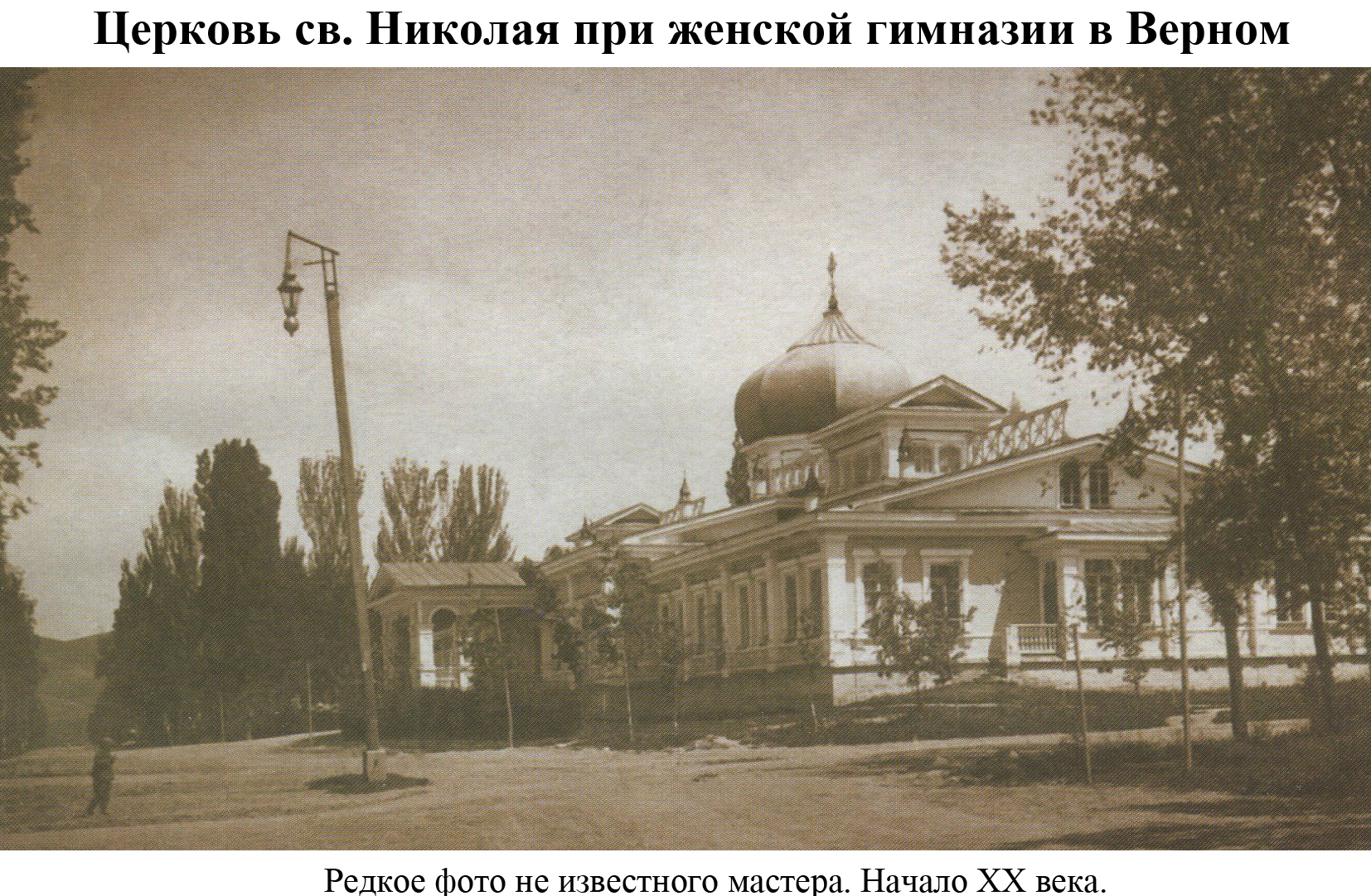
Церковь святого Николая при женской гимназии в Верном

Здание является образцом застройки исторического центра города Верного.
Женская гимназия была построена в классицистических традициях и представляет собой одноэтажное здание на высоком каменном цоколе. Выступающие за уровень стен разновеликие ризалиты в центральной части здания обусловлены композиционным решением внутреннего пространства. Имеет крестообразную форму с симметричной композицией, состоит из трёх объёмов: основного — со световым фонарём, двухскатной крышей и торцовыми фронтонами и двух примыкающих к нему более низких объёмов.
Композиционное построение фасадов строгое, соответствующее функциональному назначению здания, решенное в традициях классицизма периода эклектики и выявляется вертикальным ритмом лопаток, устроенных в местах сопряжения внешних и внутренних стен здания, сложенных из бруса тянь-шаньской ели.

## Статус памятника
4 апреля 1979 года было принято Решение исполнительного комитета Алма-Атинского городского Совета народных депутатов № 139 «Об утверждении списка памятников истории и культуры города Алма-Аты», в котором было указано здание Верненской женской гимназии. Решением предусматривалось оформить охранное обязательство и разработать проекты реставрации памятников.
25 ноября 1993 года стал частью Алматинского государственного историко-архитектурного и мемориального заповедника. На территории заповедника запрещено новое строительство. Реконструкция объектов возможна исключительно с разрешения Министерства культуры Казахстана.
10 ноября 2010 года был утверждён новый Государственный список памятников истории и культуры местного значения города Алматы, одновременно с которым все предыдущие решения по этому поводу были признаны утратившими силу. В этом Постановлении был сохранён статус памятника местного значения здания женской гимназии. Границы охранных зон были утверждены в 2014 году.